# Kŏnsŏl
Kŏnsŏl (kor. 건설역, „Budowa”) – stacja metra w Pjongjangu, na linii Hyŏksin. Została otwarta 6 października 1978. Wejście na stację znajduje się obok hotelu Rjugjong.